# Renault Sherpa 15
Pour les articles homonymes, voir Sherpa (homonymie).

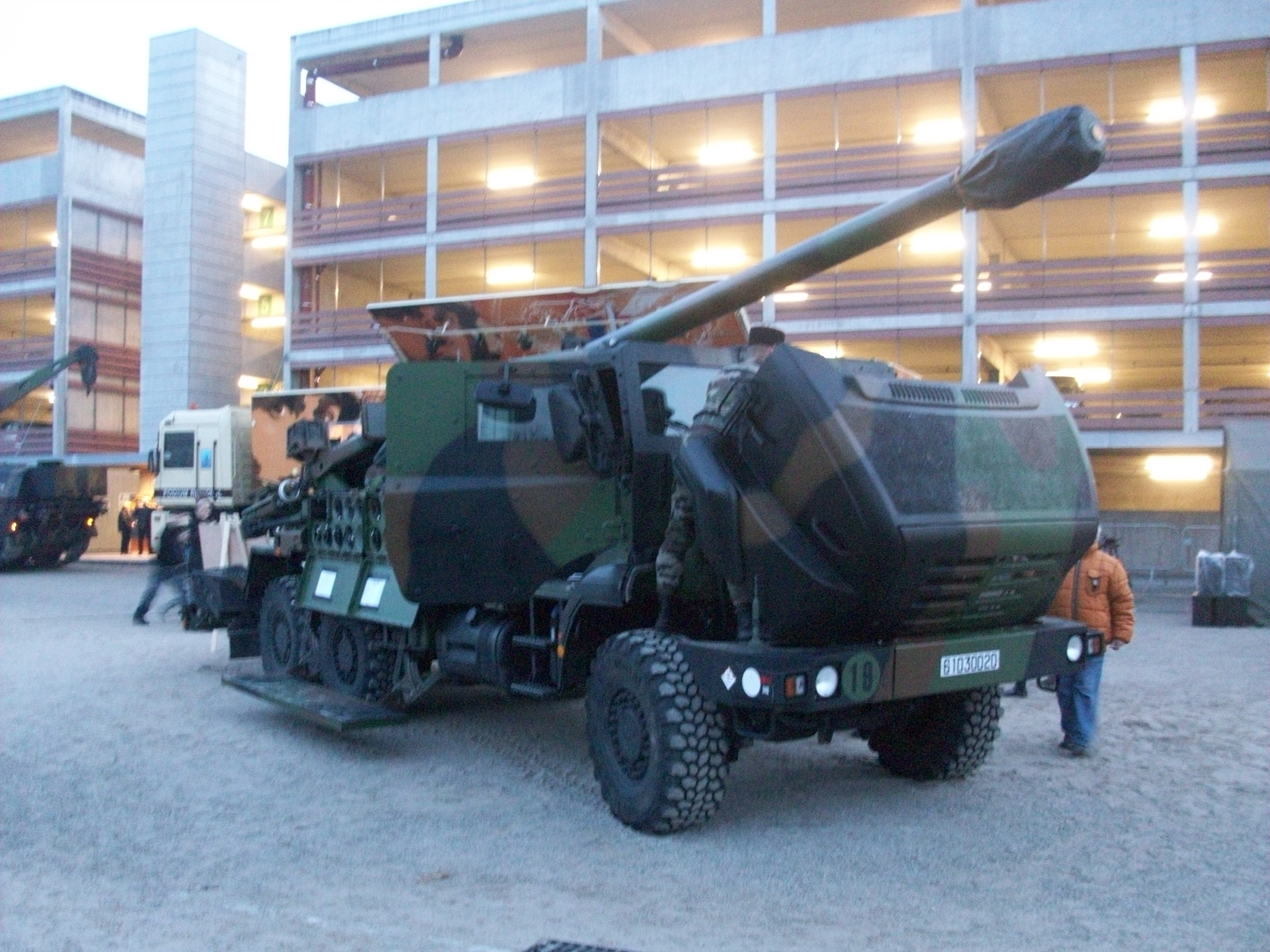
Renault Sherpa 15

Le  Renault Sherpa 15 est un camion tactique à capot fabriqué par Renault Trucks Defense qui n'est plus produit aujourd'hui.

## Description
Présenté à Eurosatory en 2006, le Sherpa 15 est un véhicule tout-terrain de 15,7 tonnes de charge utile à six roues motrices (6x6) dédié aux forces de soutien logistique, génie et systèmes d'armes.
Il existe des versions benne, plateau pour shelter (abris en dur) et système d'armes avec plusieurs empattements disponibles.  
Équipé d'un moteur turbo-diesel 6 cylindres de 10,8 litres norme Euro 4 à injection haute pression par rampe commune de 370 chevaux, le camion possède les mêmes caractéristiques de franchissement que le Sherpa 10.